# Mes Kerman Football Club
Sanat Mes Kerman Football Club (Persa: باشگاه فوتبال مس کرمان) é um clube de futebol da cidade da Carmânia no Irã. O time foi promovido à primeira divisão do futebol do Irã a Iran Pro League, na temporada 2005–06.